# Jugendhilfeausschuss
Der Jugendhilfeausschuss (JHA) ist in Deutschland, neben der Verwaltung des Jugendamtes, Bestandteil der öffentlichen Kinder- und Jugendhilfe. Es handelt sich um ein kommunales Verfassungsorgan. Ihm gehören Mitglieder der Vertretungskörperschaft des öffentlichen Trägers an (Kreistag oder -rat, Bezirk, auf Landesebene des Landtags) beziehungsweise von dieser gewählte Frauen und Männer, die in der Jugendhilfe erfahren sind und Vertreter, die von den anerkannten Freien Trägern der Jugendhilfe und der Jugendverbände vorgeschlagen werden. Aus dem vorgeschlagenen Personenkreis darf die Vertretungskörperschaft dann die stimmberechtigten Ausschussmitglieder auswählen. Dabei sind die Jugendverbände angemessen zu berücksichtigen. Auf die Vertretungskörperschaften des öffentlichen Trägers entfallen 3/5 der Stimmen, auf die Vertreter der freien Träger 2/5 der Stimmen. Die Besetzung von Landesjugendhilfeausschüssen ist Ländersache; die meisten Ausführungsgesetze zum KJHG der Länder beinhalten entsprechende Vorgaben.
Während die Verwaltung die laufenden Geschäfte erledigt, hat der Jugendhilfeausschuss ein Beschlussrecht in allen grundsätzlichen Angelegenheiten der Jugendhilfe in seinem territorialen Zuständigkeitsbereich. Mit dieser verantwortlichen Beteiligung von engagierten Bürgern sowie Fachkräften der Jugendhilfe entsteht eine „Zweigliedrigkeit“ der Behörde „Jugendamt“, die einzigartig in der deutschen Verwaltungsstruktur ist. Die Entscheidungen des Jugendhilfeausschusses binden das Handeln der Jugendamtsverwaltung. 
„Die Institution des Jugendwohlfahrtsausschusses sollte gerade im Jugendamt eine echte Demokratie verwirklichen und die Mitverantwortung für die Erziehung der Jugend den Bürgern übertragen, die durch freie Mitarbeit am Gemeinwohl Gemeinsinn bewiesen haben.“ (Begründung des Gesetzentwurfes durch die Bundesregierung; BT-Drs. I/3641)
Diese aus dem Jugendwohlfahrtsgesetz (JWG) über das Kinder- und Jugendhilfegesetz (KJHG vom 26. Juni 1990) ins Achte Buch Sozialgesetzbuch (SGB VIII) übernommene Zweigliedrigkeit der Behörde soll die Bedeutung der freien Träger und des ehrenamtlichen Engagements für die Belange von Kindern, Jugendlichen und ihren Familien widerspiegeln. Die Zweigliedrigkeit ist Ausdruck des Gebots der partnerschaftlichen Zusammenarbeit von öffentlicher und freier Jugendhilfe. Sie ist gleichzeitig ein Zeichen dafür, dass die Leistungen der Kinder- und Jugendhilfe zu einem erheblichen Teil dem personellen und materiellen Einsatz der freien Jugendhilfe zu verdanken sind. Diese traditionelle Zurückhaltung des Staates für die Wohlfahrt findet ihre Begründung in der Subsidiarität.